# 明覚
明覚（みょうがく、みょうかく、めいかく、天喜4年（1056年） - 没年不詳）は、平安時代後期の天台宗の仏教僧。温泉房または唯心房（存疑）と号した。
比叡山延暦寺に入って覚厳に師事して天台教学を学んだ。比叡山に五大院を開創した安然（841年?－915年?）を慕って悉曇学を修学し、加賀国温泉寺に移りそこに住した。悉曇学に関する著作を残し、後世には悉曇学の祖と仰がれた。また、経典の訓点でも多くの業績を残した。著書に『悉曇要訣』『梵字形音義』のほか『反音作法』（1093年）などがある。
彼は諸著書の中で仮名による反切の方式を述べ、「五十音図」を示している。また『法華経』の音義を編したかと考えられ、漢字音を韻尾音によって独自の範疇を設け、独特な反切、uとugの区別、連濁などの符号の記述などが見られる。この音義はのちに「明覚三蔵流」と称せられ、和訓が付加されて流布した。なお『法華経単字』の反切はこれと大部分が一致し、これと同じ系列の音韻学に拠ったと思われる。
温泉寺がある山代温泉では明覚上人顕彰会があり、五十音図発祥の地として地域おこしを進めている。「今年のにほんごコンテスト」を開催しているほか、2021年3月には温泉寺山門前に「あいうえおの郷」モニュメントを建てた。日本記念日協会に5月10日を「五十音図・あいうえおの日」として登録した。温泉寺境内には「あいうえおの小径」が設けられている。